# Tubbataha
Tubbataha je korálový útes ležící v centrální části Suluského moře a náležící Filipínám. Pokrývá plochu 33 200 ha a je unikátní ukázkou rozmanitosti mořské říše, obývá jej např. želva zelenavá či manta obrovská, zdejší atoly poskytují útočiště mořským ptákům. Tubbataha je rozdělen na tzv. Severní a Jižní útes (North Reef a South Reef). Součástí chráněného území o celkové rozloze 97 000 km² je i útes Jessi Beasley.
Od roku 1993 je v seznamu světového dědictví UNESCO.